# 西莒～東莒25kV電纜
西莒～東莒25kV電纜位於中華民國連江縣莒光鄉東西莒島之間，為台灣電力公司所興建，將西莒發電廠電力傳輸至東莒島的海底電纜，該電纜完成後使東西莒島合併為單一電網，東莒發電廠單位裁撤，但發電設備保留作為海底電纜中斷時的東莒島備援電力。

## 沿革

### 背景

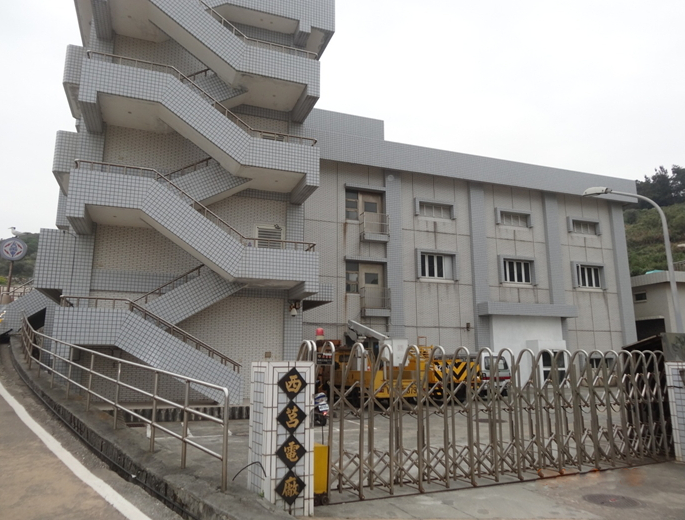
西莒發電廠外觀。

連江縣莒光鄉東莒島與西莒島因應戰地政務時期，電力均由中華民國國軍所興建的簡易柴油火力發電廠供應島上用電，1975年7月1日經濟部依循金門電力公司成立之模式，統合將縣各島嶼的發電廠，成立馬祖電力公司，1979年馬電公司相繼完成東西莒發電廠商轉，1992年11月7日戰地政務解除，馬電公司與金門金電公司委由台灣電力公司經營，1997年7月1日金電、馬電公司正式合併至台電公司，並成立金門區與馬祖區營業處繼續營運金電、馬電轄下發電廠。
原先東莒發電廠與西莒發電廠各為獨立單位負責東西莒島的電力供應，兩島也各為獨立電網互不支援，而後台電公司因應人力精簡與業務需求，加上東莒島人口外流嚴重，燃料船運成本居高不下等因素，1997年起評估由西莒發電廠經海底電纜供應東莒島電力，並裁撤東莒發電廠的計畫。

### 興建
台電公司對外招標西莒～東莒25kV電纜興建工程，由華榮電線電纜有限公司得標，總投資金額新臺幣8,500萬元，計畫由西莒發電廠以全長3.841公里的海底電纜，將電力送至東莒島上，並採單芯四線，三條作傳輸，一條作備用的方式佈設電纜，於2000年10月3日完成電纜佈設。

### 完工
東西莒海底電纜於2000年12月28日全線完工啟用，與此同時台電公司也加速完成東莒島全島配電線地化工程，月底東莒發電廠停機。2001年完成改壓，同年1月東莒發電廠正式裁撤，廠內原編制的10位工作人員也全部調任至西莒發電廠值班，僅留下一至兩位人員，擔任海底電纜中斷時，東莒發電廠緊急重新啟動的備援人力。
2008年4月16日東西莒海底電纜發生第一次中斷事故，所幸當時備援電纜仍可使用，因此經改接備用電纜後恢復東莒島供電，同年10月8日再次發生中斷事故，而這次完全中斷讓東西莒島電網解聯，東莒發電廠緊急重新啟用，兩島恢復過往各自獨立電網的狀況，而東莒發電廠因年久未使用，使東莒發電廠人力調配與電力供應均出現困難。
2011年台電公司馬祖區營業處對外招標新東西莒島海底電纜佈設工程，6月宣布由穩晉港灣工程公司得標，兩島間重新佈設電纜，全長約3,907公尺，最大水深約30公尺，與舊線相同，佈設四條電纜，其中一條作為備用線。
該工程於2011年6月22日進場施工，6月29日開始電纜佈放工作，所有工程項目包含海底電纜、石墨鑄鐵保護管、永久基樁、開關站設備等，同時馬祖區營業處也進行東莒島全島電力系統改壓作業，由原有的3.3kV電壓系統提升至與臺灣本島相同的11.4kV，改壓工程共耗資新臺幣300萬元。2012年2月東西莒新海底電纜完工啟用，東莒發電廠二度結束運轉停機備役，東西莒島電廠也再度合聯成為單一電網。

## 技術諸元
- 電纜類型：單線四芯＃1AWG硬銅線鎧裝 XLPE 電纜[3]，三相共計四條電纜（新線）[7]。
- 輸電容量：
- 電壓等級：25千伏。